# Јан Лацо
Јан Лацо (слч. Ján Laco; Липтовски Микулаш, 1. децембар 1981) професионални је словачки хокејаш на леду који игра на позицији голмана.
Члан је сениорске репрезентације Словачке за коју је на међународној сцени дебитовао на светском првенству 2012. где је селекција Словачке освојила сребрну медаљу. лацо је проглашен за најбољег голмана тог првенства. Био је део словачког олимпијског тима на ЗОИ 2014. у руском Сочију.
Каријеру је започео у хокејашком клубу Липтовски Микулаш за који је играо у периоду од 2000 до 2005. године. У Словачкој екстралиги је још играо за Кошице, Звољен и Њитру. У сезони 2011/12. наступао је за словачки клуб Лев Попрад који се такмичио у Континенталној хокејашкој лиги. У КХЛ лиги наступао је још и за Донбас из Доњецка и Барис из Астане.